# Hovaleeuwerik
De hovaleeuwerik (Eremopterix hova; synoniem: Mirafra hova) is een zangvogel uit de familie Alaudidae (leeuweriken). Hova is de naam van een van de belangrijkste clans op Madagaskar in het pre-koloniale tijdperk.

## Kenmerken
De hovaleeuwerik is bruinachtig van kleur en ongeveer 13 centimeter lang. Er is geen verschil in uiterlijk tussen mannetjes en vrouwtjes. De gestreepte kop van de vogel bestaat afwisselend uit lichtbruin en donkerbruin.

## Leefwijze
Het voedsel van de hovaleeuwerik is zowel dierlijk als plantaardig, voor het grootste deel eet de vogel zaden en sprinkhanen.

## Verspreiding en leefgebied
De soort is endemisch op Madagaskar. De vogel komt voor op een hoogte van zeeniveau tot zo’n 2500 meter. Het leefgebied van de hovaleeuwerik bestaat uit droge savannes en subtropisch of tropisch gebied met daarop veel bosjes.

## Status
De grootte van de populatie is niet gekwantificeerd. De vogel is algemeen en plaatselijk talrijk, men veronderstelt dat de soort in aantal vooruit gaat. Om deze redenen staat de hovaleeuwerik als niet bedreigd op de Rode Lijst van de IUCN.